# Леонора Гевсслер
Леонора Гевсслер (нар.15 вересня 1977, Грац) — австрійський політик, член Партії Зелених, політолог та екологічний діяч.
З січня 2020 обіймає посаду федерального міністра з питань захисту клімату, навколишнього середовища, енергетики, мобільності, інновацій та технологій Австрійської Республіки.

## Біографія
Вивчала політологію у Віденському університеті й отримала ступінь бакалавра.
З 2014 по 2019 роки була головою компанії «Global 2000».
З січня 2020 обіймає посаду федерального міністра з питань захисту клімату, навколишнього середовища, енергетики, мобільності, інновацій та технологій Австрійської Республіки.